# Vallée du Ribeira
La vallée du Ribeira ou en portugais : Vale do Ribeira est une région géographique à cheval entre le Sud de l'État de São Paulo, dans la mésorégion du Littoral sud et l'Est de l'État de Paraná, dans sa mésorégion métropolitaine de Curitiba, au Brésil. Elle correspond au Bassin hydrographique de la rivière Ribeira de Iguape (pt), d'où elle tire son nom.